# Qualificazioni al campionato mondiale maschile di pallavolo 2014 (CSV)
Le qualificazioni per il campionato mondiale di pallavolo maschile 2014 dell'America del Sud hanno messo in palio 3 posti per il campionato mondiale di pallavolo maschile 2014. Delle 12 squadre sudamericane appartenenti alla CSV e aventi diritto di partecipare alle qualificazioni, ne parteciparono 6. Non partecipò l'Uruguay, ritirato dopo essersi iscritto.

Si sono qualificate per il campionato mondiale le prime due classificate del Campionato sudamericano maschile di pallavolo 2013 e la vincente del girone di qualificazione.

## Squadre partecipanti
- Argentina
- Brasile
- Cile
- Colombia
- Paraguay
- Uruguay (ritirato)
- Venezuela

## Campionato sudamericano
| Classifica | Squadre   |
| ---------- | --------- |
|            | Brasile   |
|            | Argentina |
|            | Colombia  |
| 4          | Cile      |
| 5          | Paraguay  |

## Torneo di qualificazione
- Luogo:  Envigado
- Date: 13-15 settembre 2013

### Qualificate ai mondiali
- Argentina
- Brasile
- Venezuela